# 보복무기

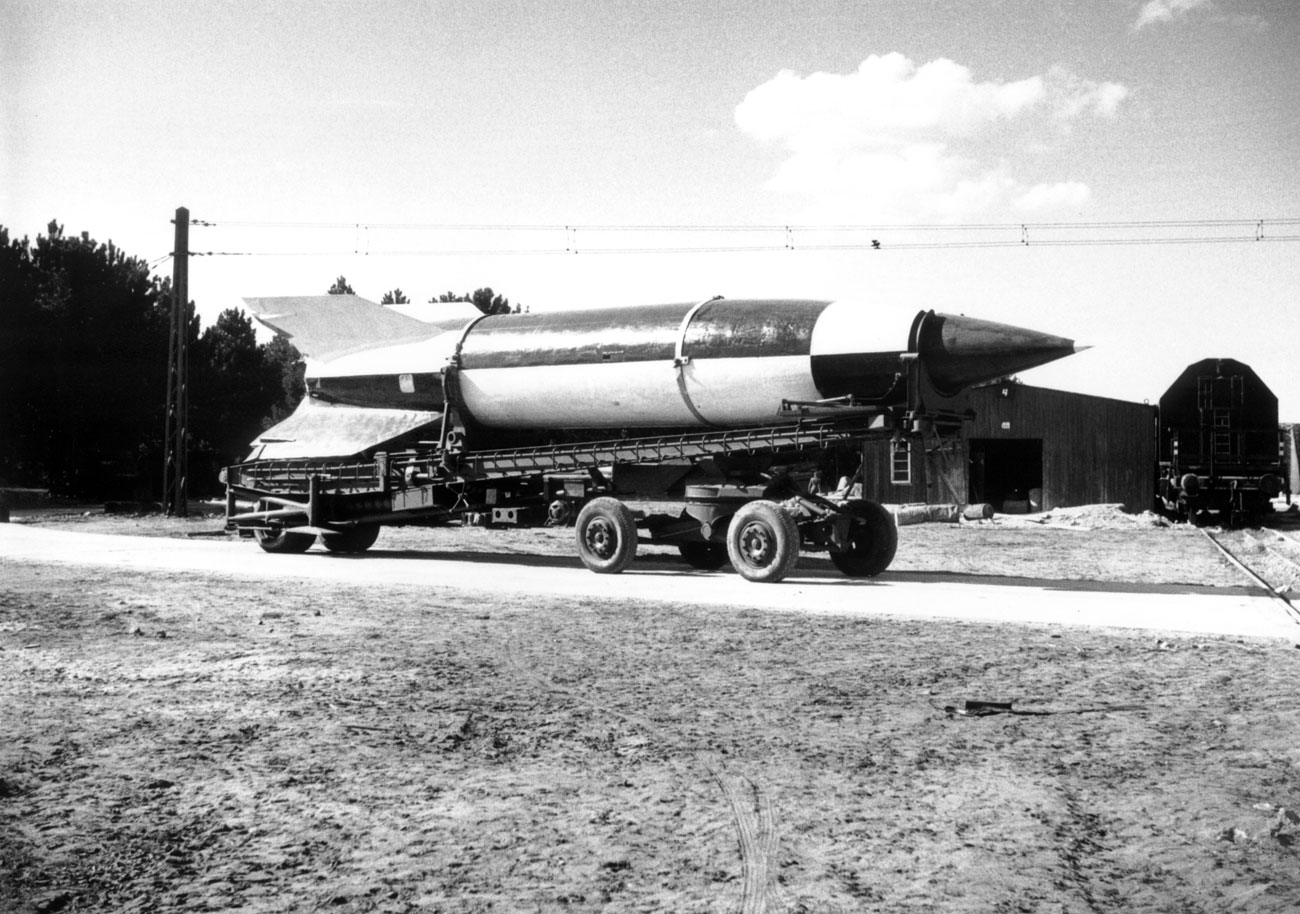
마일러바겐에 실려 운반되는 V-2.

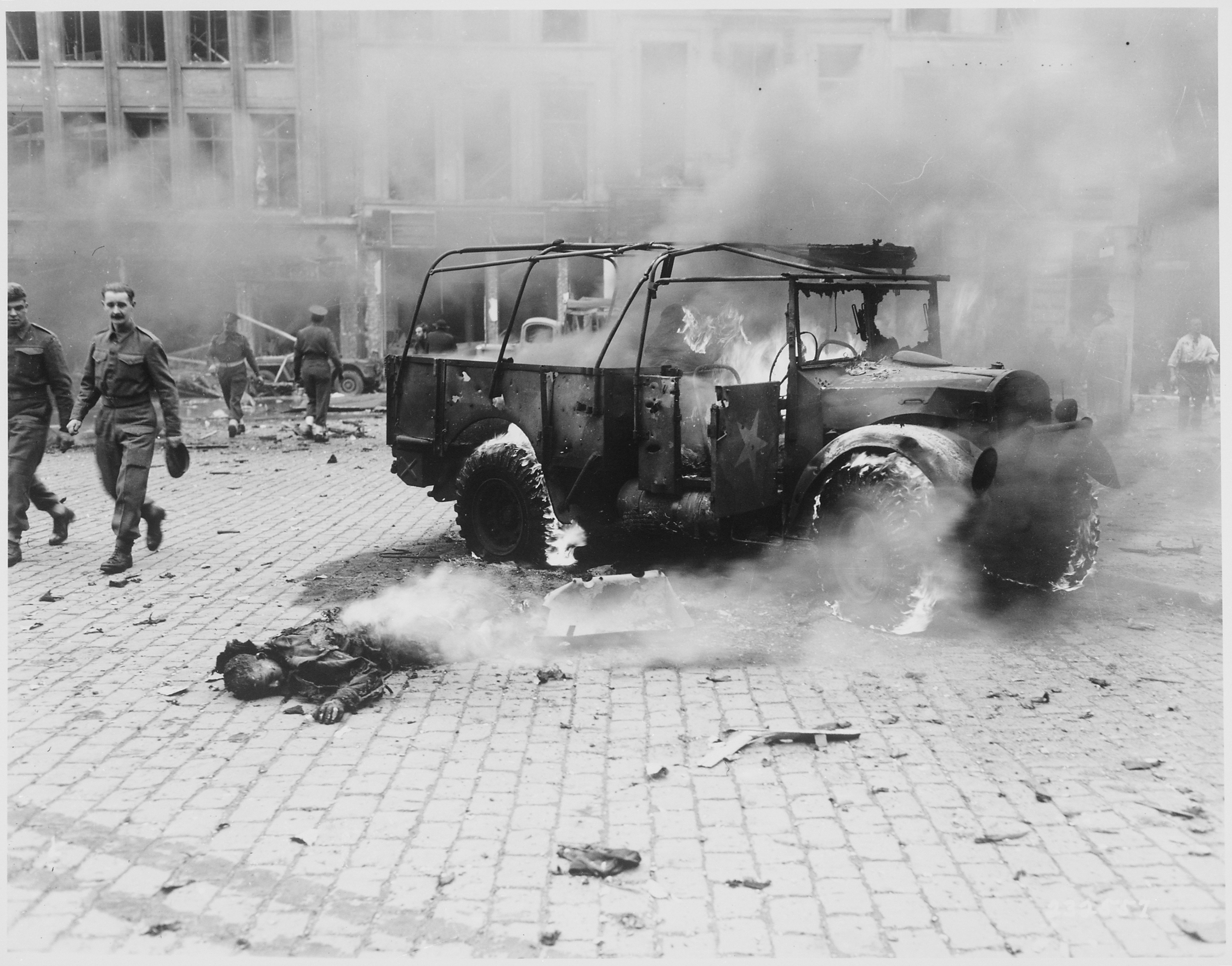
1944년 11월 27일 벨기에 앤트워프의 V-2 희생자.

보복무기(報復武器, 독일어: Vergeltungswaffen 베르겔퉁스바펜[*])는 제2차 세계 대전 때 나치 독일에서 전략폭격, 특히 그 중에서도 전시폭격과 도시 공습용으로 만든 장거리 열병기들을 말한다. 펄스제트 추진식 순항유도탄인 V-1, 액체추진 탄도유도탄인 V-2, 고압펌프 캐넌인 V-3가 보복무기들이다. 이 세 무기는 모두 영국에 대한 공격을 염두에 두고 개발되었으나, 실전에 사용된 것은 V-1과 V-2 뿐이고 그마저도 1944년에서 1945년까지 단기간 사용되었을 뿐이다. 연합군이 유럽 대륙에 상륙하자 영국뿐 아니라 유럽 본토의 연합군 주둔지 역시 보복무기의 목표가 되었다.

## 같이 보기
- 크로스보우 작전